# Zuzana Burianová
Zuzana Burianová, provdaná Kučera (2. října 1947 Praha – 25. října 2022), byla česká filmová herečka a zpěvačka, členka Divadla Semafor, která do tohoto divadla přišla na konci 60. let 20. století. Někdy panuje mylný dojem, že ji do divadla přivedl režisér Ján Roháč, její pozdější první manžel.
Kromě svého sólového vystupování nazpívala také několik duetů, například s Jiřím Grossmannem nebo s dvojicí Miroslav Paleček a Michael Janík (vystupuje společně s nimi na LP desce Kukátko). Její zpěv je zachycen také na zvukových i obrazových nahrávkách některých Návštěvních dnů někdejšího komického dua Miloslav Šimek & Jiří Grossmann.
Hrála i menší role ve filmu, například Vesničko má středisková, či televizních seriálech jako například Nemocnice na kraji města či Návštěvníci.

## Televize
- 1976 Nemocnice na kraji města (TV seriál 1976–1981) – role: zdravotní sestřička
- 1981 Můžeš mi odpustit? (TV mikrokomedie) – role: žena na lavičce